# Chorverband
Ein Chorverband ist eine Vereinigung von Chören, welche sich regional, national oder global organisieren und für die Erhaltung und Entwicklung der weltweiten Chormusik einstehen.
Bekannte Chorverbände im deutschen Sprachraum sind:

## Deutschland
- Deutscher Chorverband (DCV; entstanden aus dem Zusammenschluss von Deutscher Sängerbund und Deutscher Allgemeiner Sängerbund)
- Verband Deutscher Konzertchöre (VDKC)
- Arbeitskreis Musik in der Jugend (AMJ)
- Internationaler Arbeitskreis für Musik (IAM)
- Chorverband in der Evangelischen Kirche in Deutschland (CEK)
- Allgemeiner Cäcilien-Verband für Deutschland (ACV)

## Österreich
- Chorverband Österreich
- und 8 Chorverbände der Bundesländer.

## Schweiz
In der IG "CHorama" sind folgende nationale, kantonale und regionale Chorverbände zusammengeschlossen:
- Schweizerische Chorvereinigung
- Schweizerische Föderation Europa Cantat
- Schweizerischer Berufsdirigentenverband
- Verband Chorleitung Nordwestschweiz
- Schweizerischer Kirchengesangsbund
- Schweizerischer Katholischer Kirchenmusikverband
- Reformierter Kirchenmusikverband Schweiz
- Association de Soutien aux Chœurs d'Enfants et de Jeunes
- Schweizer Kinder- und Jugendchorförderung
- Europäisches Jugendchorfestival
- À Cœur Joie Suisse
- Association Vaudoise des Directeurs de Chœurs
- Eidgenössischer Jodlerverband
- Schweizerische Trachtenvereinigung

Darüber hinaus gibt es in jedem Kanton weitere Chor- und Sängerverbände.

## Südtirol
- Verband der Kirchenchöre Südtirols

## Internationale
- Europa Cantat
- À Cœur Joie
- Gemeinschaft Alpenländischer Chorverbände (AGACH)

## Dachverband der Chorverbände in Deutschland
- Bundesvereinigung Deutscher Chorverbände